# Sonnenfinsternis vom 30. Juni 1973

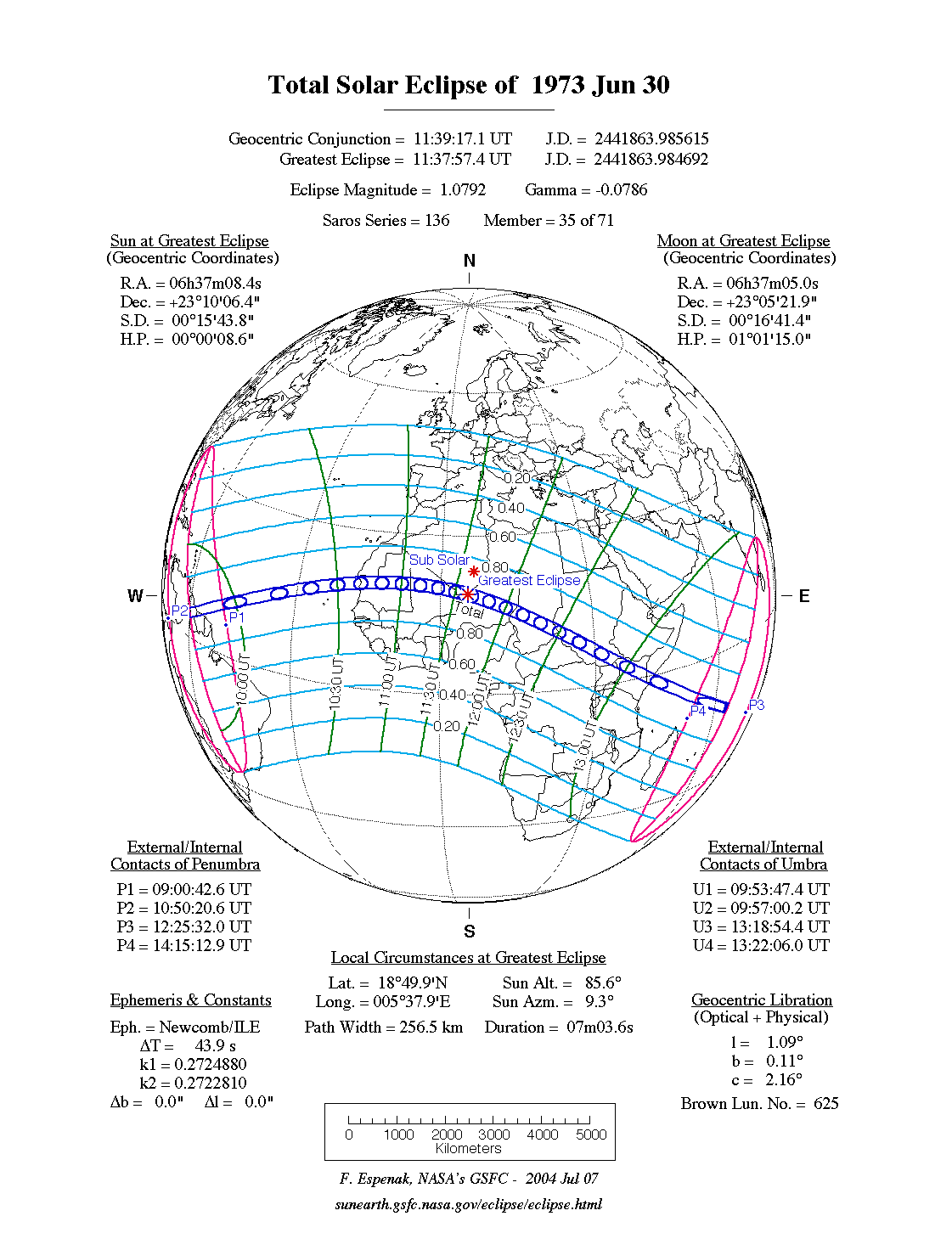
Sonnenfinsternis 30. Juni 1973

Die Sonnenfinsternis vom 30. Juni 1973 war eine für den Nordosten Südamerikas und große Teile Nordafrikas relativ lange totale Sonnenfinsternis. Die Totalitätszone verlief über Guyana, Surinam und den Atlantik, danach über Mauretanien, Mali, Niger, Tschad, Sudan, Uganda und Kenia.
Sie begann gegen 9 Uhr UT über Guyana und erreichte ihr Maximum um 11:38 Uhr über dem Sudan. Als Partielle Finsternis war sie im östlichen Südamerika, in Südeuropa, in fast ganz Afrika und im Nahen Osten zu beobachten. Sie gehörte zum Saroszyklus 136 und ihr Gammawert (bezüglich des Erdmittelpunkts) betrug −0,08.
Eine Besonderheit war die maximale Dauer der Totalität von über 7 Minuten, was erst wieder in den Jahren 2150 und 2168 eintreten wird (siehe Sonnenfinsternisse des 22. Jahrhunderts).